# Рабдаев, Гасарун Лубсанович
Гасарун (Гасрон) Лубсанович Рабдаев — советский хозяйственный, государственный и политический деятель, Герой Социалистического Труда.

## Биография
Родился в 1932 году в Джидинском районе. Член КПСС.
С 1944 года — на хозяйственной, общественной и политической работе. В 1944—1990 гг. — чабан, механизатор в совхозе «Боргойский» села Боргой Джидинского района, старший чабан совхоза «Боргойский» Джидинского района Бурятской АССР.
Указом Президиума Верховного Совета СССР от 6 сентября 1973 года присвоено звание Героя Социалистического Труда с вручением ордена Ленина и золотой медали «Серп и Молот».
За увеличение производства высококачественной продукции животноводства на основе применения прогрессивной технологии был в составе коллектива удостоен Государственной премии СССР за выдающиеся достижения в труде 1979 года.
Делегат XXV съезда КПСС.
Умер в Джидинском районе в 1997 году.